# Liang Yan
Liang Yan (chiń. 梁燕; pinyin Liáng Yàn; ur. 2 stycznia 1995) – chińska lekkoatletka specjalizująca się w rzucie dyskiem. 
W 2011 została wicemistrzynią świata juniorek młodszych.
Rekord życiowy: 62,01 (9 września 2013, Shenyang).

## Osiągnięcia
| Rok  | Impreza                               | Miejsce         | Pozycja    | Wynik |
| ---- | ------------------------------------- | --------------- | ---------- | ----- |
| 2011 | Mistrzostwa świata juniorów młodszych | Lille Metropole | 2. miejsce | 52,89 |
| 2014 | Mistrzostwa świata juniorów           | Eugene          | 4. miejsce | 56,27 |